# یورگن هینزپتر
یورگن هینزپتر (آلمانی: Jürgen Hinzpeter؛ زاده ۶ ژوئیه ۱۹۳۷–درگذشته ۲۵ ژانویه ۲۰۱۶) یک روزنامه‌نگار آلمانی بود که به دلیل پوشش موضوعات کره جنوبی مشهور بود.